# Teatro Principal de Arenys de Mar
El Teatro Principal de Arenys de Mar es el más antiguo de los teatros con este nombre existentes en Cataluña. Se inauguró en el año 1828, en una zona cercana al Hospital y, después de una completa remodelación, se reinauguró en 2005. El edificio, actualmente (año 2021), es propiedad del Ayuntamiento de Arenys de Mar tras la cesión que hizo la Sociedad Coral la Esperanza, para facilitar su reforma. Está situado en la calle de la Iglesia 45-47 de Arenys de Mar.

## Historia
La construcción del Teatro Principal no fue un proceso fácil y sufrió varios contratiempos en su financiación antes de poderse terminar la obra. Parte de su financiación inicial vino del indiano Josep Xifré. Durante los siglos XIX y XX tuvo una actividad irregular. Entre los años 70 y 90 del siglo XIX también acogió la actividad de cine, con el nombre de Cine Esperanza, gestionado por la empresa que también explotaba la Sala Merced, en la Riera del Bisbe Pol. Los últimos años del siglo XX la sala renovó su platea y parte de la escena por varios colectivos de aficionados al teatro que representaron algunas obras e intentaron una programación estable hasta que el ayuntamiento cerró el teatro por razones de seguridad.

## De la cesión al estreno
El Teatro Principal cerró las puertas en octubre de 1999, tras constatar que la estructura del tejado no reunía las condiciones de seguridad necesarias. Las obras de rehabilitación supusieron un completa renovación del edificio. De hecho, se derribó todo el interior del teatro a excepción de la fachada, ahora totalmente rehabilitada. La remodelación y reforma del antiguo teatro fue dirigida por el arquitecto Josep Badosa y fue posible a partir de la cesión del edificio que, en octubre de 2002, la Sociedad Coral la Esperanza hizo en el Ayuntamiento de Arenys de Mar.
Se reinauguró el 7 de julio de 2005, en el marco de las fiestas de San Zenon, cerca de seis años después de que el Ayuntamiento hubiera ordenado su cierre. Del viejo equipamiento, prácticamente no quedó nada de visible. Para la inauguración, se puso sobre el escenario la obra Un repente de comedia, un recosido de comedias del dramaturgo areñense Josep Maria Arnau, que 150 años se había representado en el mismo espacio.